# Chironde (rzeka)
Chironde – rzeka w południowej Francji, w regionie Akwitania, w departamencie Dordogne o długości 15,4 km, dopływ rzeki Coly.